# Ramusella assimiloides
Ramusella assimiloides är en kvalsterart som beskrevs av Subías och Rodríguez 1987. Ramusella assimiloides ingår i släktet Ramusella och familjen Oppiidae. Inga underarter finns listade i Catalogue of Life.